# Hills of Katmandu
Hills of Katmandu è il singolo d'esordio del gruppo musicale italiano Tantra, pubblicato nel 1979.

## Descrizione
Il brano fu prodotto dal compositore emiliano Celso Valli, dal chitarrista sardo Antonio Cocco e dall'inglese Alan Taylor, con la partecipazione del mastering engineer statunitense Brian Gardner.
Assai popolare nelle discoteche dei primi anni '80, Hills of Katmandu rimase nella Hot Dance Club Play di Billboard per quarantacinque settimane, raggiungendo al massimo la seconda posizione.
Il brano è stato oggetto di un remix da parte di Patrick Cowley, pubblicato nel 1988 (sei anni dopo la morte del compositore statunitense).